# Peter Chelsom
Peter Chelsom (nascut el 20 d'abril de 1956) és un director, escriptor i actor de cinema britànic. Ha dirigit pel·lícules com Hèctor i la recerca de la felicitat, Serendipity, i Shall We Dance? Peter Chelsom és membre de l'Acadèmia Britànica, l'American Academy, The Directors Guild of America i The Writers Guild of America.

## Primers anys
Chelsom va néixer a Blackpool, Lancashire. Va estudiar a Wrekin College (1969-1973) i més tard. Va estudiar a la Central School of Drama de Londres. Té doble ciutadania als EUA i al Regne Unit, i és ciutadà d'honor de la petita ciutat Fivizzano de la Toscana.

## Carrera
Abans dels 30 anys, Chelsom va interpretar papers a la Royal Shakespeare Company al costat de Patrick Stewart, al Royal National Theatre al costat de Sir Anthony Hopkins i al Royal Court Theatre de Londres. Durant aquest temps va participar en nombroses produccions de cinema i televisió, com ara A Woman of Substance el 1985, amb Jenny Seagrove i Deborah Kerr.
Mentre actuava, Chelsom va desenvolupar un interès creixent per escriure i dirigir. El seu debut com a director, Treacle, va guanyar una nominació als BAFTA i invitacions a festivals d'arreu del món.
El seu primer llargmetratge va ser la comèdia romàntica de 1991, Escolteu la meva cançó. La pel·lícula es va inspirar en la vida del tenor irlandès, Josef Locke, interpretat a la pel·lícula per Ned Beatty. Els Evening Standard British Film Awards van nomenar Chelsom com a "Millor nouvingut" pel seu treball a la pel·lícula. Roger Ebert la va felicitar com "l'ànima mateixa d'una gran petita pel·lícula."
El segon llargmetratge de Chelsom, Funny Bones (1995), és una pel·lícula sobre comèdia. Protagonitzada per Oliver Platt, Jerry Lewis, Leslie Caron, Freddie Davies i Lee Evans, explica la història de dos mig germans, un nord-americà i l'altre britànic, que no s'aturaran davant de res per riure... fins i tot assassinar. Funny Bones va guanyar el premi a la Millor pel·lícula en cinc festivals de cinema europeus i el "Premi Peter Sellers de comèdia" als Evening Standard British Film Awards.
La seva tercera pel·lícula, Un món a la seva mida (1998)', està basada en el best-seller Freak the Mighty. Fou protagonitzada per Sharon Stone, Gillian Anderson, Gena Rowlands, i Harry Dean Stanton. Va rebre dues nominacions als Globus d’Or.
Va continuar amb Town and Country el 2001, protagonitzada per Warren Beatty, Diane Keaton, Goldie Hawn, i Garry Shandling. El mateix any va dirigir Serendipity, amb John Cusack i Kate Beckinsale, que va recaptar $50 milions.
La seva següent pel·lícula el 2004 va ser un remake de la pel·lícula de 1996, Shall We Dance? La versió estatunidenca era protagonitzada per Richard Gere, Jennifer Lopez, Susan Sarandon i Stanley Tucci. La pel·lícula va recaptar 170 milions de dòlars a tot el món.
El 2009, Chelsom va dirigir Hannah Montana: The Movie per Disney. La pel·lícula va batre rècords de taquilla quan es va estrenar als EUA amb una xifra de 32 milions de dòlars el primer cap de setmana.
El 2014, Chelsom va dirigir Hèctor i la recerca de la felicitat, protagonitzada per Simon Pegg, Rosamund Pike, Christopher Plummer, Toni Collette, Stellan Skarsgard, i Jean Reno. La pel·lícula es va estrenar als Estats Units en una presentació especial al Festival Internacional de Cinema de Toronto de 2014. Explica la història d'un psiquiatre desil·lusionat que viatja pel món, investigant què fa feliç a la gent. El Festival de Cinema de Montecarlo va ser nomenat Chelsom com a Millor director per aquesta pel·lícula.
Chelsom va dirigir el romanç de ciència-ficció The Space Between Us (2017), protagonitzat per Gary Oldman, Asa Butterfield, Britt Robertson, i Carla Gugino.

## Filmografia selecta

### Director
- Treacle (curtmetratge, 1987) També guionista
- Escolteu la meva cançó (1991) També guionista
- Funny Bones (1995) També guionista
- Un món a la seva mida (1998)
- Town & Country (2001)
- Serendipity (2001)
- Shall We Dance? (2004)
- Hannah Montana: The Movie (2009)
- Hèctor i la recerca de la felicitat (2014) També guionista
- The Space Between Us (2017)
- Security (2021)

### Actor
- Sorrell and Son (sèrie de televisió, 1984) com Kit Sorrell
- Weekend Playhouse (sèrie de televisió, 1984) com Kenny
- A Woman of Substance (TV Mini-Series, 1985) com Edwin Fairley
- Bill the Minder (sèrie de televisió de 1985) com The Narrator
- Christmas Present (1985) com Nigel Playfayre
- Time and the Conways (Telefilm, 1985) com Alan Conway
- Star Quality (Telefilm, 1985) com Bryan Snow
- Indian Summer (1987) com Oliver Sutherland
- Theatre Night (sèrie de televisió, 1988) episodi "The Miser" com Cleante

## Premis
- Treacle (1988)
  - 1988 Premis BAFTA – Nominda Millor curtmetratge
- Escolteu la meva cançó (1991)
  - Globus d’Or 1992 – Nominada Millor actor secundari per Ned Beatty[14]
  - 1993 Premis BAFTA – Nominada Millor guió – Original, compartit amb Adrian Dunbar
  - 1993 Premis de Cinema Britànic Evening Standard – Guanyador, Nouvingut més prometedor
  - 1993 London Critics Circle Film Awards – Guanyador, ALFS Award Nouvingut britànic de l’any
  - 1993 British Comedy Awards – Guanyador, Millor pel·lícula
- Funny Bones (1995)
  - 1995 Festival du Film de Paris – Guanyador, Grand Prix
  - 1995 Festival de Cinema Britànic de Dinard – Guanyador, Golden Hitchcock
  - 1995 Festival Internacional de Cinema d’Emden – Guanyador, Emden Film Award
  - 1996 Brussels International Film Festival – Guanyador, Premi del Públic i Estrella de Cristall a la Millor pel·lícula europea
  - 1996 Premis de Cinema Britànic Evening Standard – Guanyador, Premi Peter Sellers a la comèdia
  - 1996 London Critics Circle Film Awards – Guanyador, ALFS Award Productor britànic de l’any Compartit amb: Simon Fields
- Un món a la seva mida (1998)
  - Globus d'Or 1999 – Nominada com a Millor actriu secundària per Sharon Stone i nominada Millor cançó original per "The Mighty" de Sting i Trevor Jones
  - Festival de Cinema de Giffoni de 1998 – Guanyat, Grifo de Plata i Premi del Jurat Jove
- Hèctor i la recerca de la felicitat (2014)
  - Festival de cinema de comèdia de Monte-Carlo 2015 - Guanyador Millor director